# Vittorio Cocever
Vittorio Antonio Cocever (Capodistria, 1902 – Padova, 1971) è stato un pittore e ceramista italiano.

## Biografia
Nacque a Capodistria nel 1902, ultimo dei sette figli di Vittorio Cocever e Vittoria Tomasich. La sua fu una famiglia di ebanisti stipettai e intagliatori del legno.
Studiò dal 1917 al 1920 presso la Scuola per Capi d'Arte nell'Istituto Industriale di Trieste, quindi frequentò l'Accademia di belle arti di Venezia sotto la guida del maestro Ettore Tito e concluse gli studi all'Accademia di belle arti di Roma nel 1924.
Ancora studente realizzò una mostra a Trieste in occasione della Fiera Campionaria ed è del 1923, sempre a Trieste, la prima mostra personale nonché la prima partecipazione al gruppo di Ca' Pesaro a Venezia. Espose a Ca' Pesaro fino al 1934 e nello stesso periodo prese parte a tutte le mostre sindacali di Trieste. Nel 1928 partecipò alla Biennale di Venezia con una Annunciazione.
Per alcuni anni visse a Venezia con la moglie e frequentò artisti di quel tempo come Fioravante Seibezzi, Aldo Bergamini, e altri. Nel 1931 si stabilì a Capodistria.
Allestì personali a Capodistria, Trieste, Venezia, Padova, Milano e Roma. Nel 1930 espose a Praga, nel '31 a Budapest, Sofia e Vienna e ancora a Praga nel 1935. Nel 1934 partecipò a Roma alla Mostra internazionale d'Arte Sacra.
Svolse anche l'attività di insegnante di materie artistiche e storia dell'arte presso il Liceo Carlo Combi di Capodistria, la scuola di Avviamento Commerciale di Isola e l'Istituto tecnico femminile Scalcerle di Padova.
Partecipò alle Biennali di Venezia del 1962 e 1964.
Sue opere si trovano nei Musei provinciali di Gorizia; al Museo Revoltella di Trieste e nella Galleria internazionale d'arte moderna di Ca' Pesaro.